# André Grisoni
Pour les articles homonymes, voir Grisoni.
André Grisoni, né le 20 mai 1886 à Moltifao (Corse) et mort le 21 août 1975 à Courbevoie (Hauts-de-Seine), est un homme politique français, député radical de la Seine de 1932 à 1936 et maire de Courbevoie de septembre 1927 à juillet 1944.

## Biographie
Membre du Parti radical-socialiste, il en devient l'un des vice-présidents. Membre de la loge maçonnique « Émile Zola » et antiraciste convaincu, il siège au comité central et à la commission de propagande de la Ligue internationale contre le racisme et l'antisémitisme. Il est maire de Courbevoie à partir de 1927 et député de la Seine de 1932 à 1936. 
Il n'accepte pas la constitution du Front populaire en 1935 et signe en octobre 1935 un appel aux côtés d'autres radicaux dissidents demandant aux radicaux de ne pas s'associer aux communistes. Il est battu au second tour aux élections législatives de 1936 par un candidat communiste. 
Il lance un appel à l'été 1936 aux radicaux anticommunistes pour former un parti radical français, constitué quelques mois plus tard. Il en prend la présidence. Il est secondé par un radical en rupture de ban, Édouard Pfeiffer. Ce parti fusionne, en 1938, avec les Comités radicaux unionistes au sein du Parti radical indépendant présidé par Pierre Cathala. Grisoni est son secrétaire général.
Proche de Pierre Laval, pacifiste convaincu et partisan de la réconciliation franco-allemande, il milite au Rassemblement national populaire sous l'Occupation.
Maire de Courbevoie de septembre 1927 à juillet 1944, il modernise activement sa commune :
- percement d'un grand axe reliant le centre-ville à Bécon-les-Bruyères par les boulevards Aristide-Briand, de la Paix et Georges-Clemenceau ;
- construction d'un vaste stade (un temps converti en cynodrome et desservi par la halte de Courbevoie-Sport), de plusieurs groupes scolaires, d'une poste centrale, d'un hôpital et de logements sociaux[6].

En 1944, il joue un rôle, comme président des maires de la Seine, dans la recherche par Laval d'une solution « républicaine » à l'épisode de Vichy. Il reçoit l'ordre de la Francisque.
Il est arrêté le 19 octobre 1944 et condamné pour intelligence avec l'Allemagne à 15 ans de travaux forcés, confiscation de ses biens et indignité nationale à vie. Toutefois, il bénéficie de remises de peine en raison de circonstances atténuantes.
Il est inhumé à l'ancien cimetière de Courbevoie.

## Distinctions
- Ordre de la Francisque

## Sources
- « André Grisoni », dans le Dictionnaire des parlementaires français (1889-1940), sous la direction de Jean Jolly, PUF, 1960 [détail de l’édition]